# María Sabina (Balada)
María Sabina is een compositie van Leonardo Balada. Balada begon met professioneel componeren rond 1959. Tien jaar later gaf hij aan klaar te zijn voor het componeren van een cantate. Hijzelf zou wel even een tekst en libretto schrijven. Hij maakte dit kenbaar aan schrijver Camilo José Cela, die hem aangaf dat dat niet zo makkelijk is als het lijkt. Uiteindelijk kwam het erop neer dat Balada en Cela samen een project opstartten, dat uiteindelijk zou leiden tot dit werk. María  Sabina was een Mexicaanse van mazateekse afkomst en sjamaan (curandero), die bij genezing gebruik maakte van Psilocyben. Ze was een soort kluizenaar in de Sierra Mazateca, in het dorp Huautla.
De symfonische tragedie zoals Balada het werk omschreef bestaat uit drie delen, gebaseerd op het verhaal van Cela, dat weer gebaseerd was op een verhaal rondom Sabina. 
1. En la serrania de Oaxaca: María Sabina heeft de doodstraf gekregen, alhoewel de plaatselijk bevolking haar regelmatig gebruikt, dienen zij geen protest aan;
2. Las viejecitas impedidas quieren ahorcar a María Sabina; Sabina probeert met geesten de doodstraf te ontlopen, maar de plaatselijk bevolking dringt aan op executie;
3. Pedimos que el verdugo ahorque a María Sabina: Sabina pleit nog eenmaal voor haar onschuld, maar de beul is onherroepelijk en voert de executie uit, alhoewel hij nog eerst aan haar zijn spijt daarvoor betuigt.

In de werkelijkheid voerde de Mexicaanse overheid in 1970 een drijfjacht op paddestoelgenezers uit. Het dorp waar Sabrina woonde kon een toestromend aantal Amerikaanse hippies tegemoet zien. De plaatselijke bevolking gedoogde haar toen, maar was op andere momenten afkerig van haar geestesbezweringen. Sabina zou uiteindelijk pas in 1985 overlijden. Cela kreeg in 1989 de Nobelprijs voor de Literatuur. 
Het werk van Balada kende een somber begin. In de Verenigde Staten waren de kritieken lovend, maar de daaropvolgende voorstellingen in Madrid werden regelmatig onderbroken en ook sterk ingekort. Ze waren de moderne muziek nog niet gewend en ook de expliciete teksten stonden de Spanjaarden niet aan. Daarbij moet opgemerkt worden dat Spanje nog zuchtte onder het bewind van dictator Francisco Franco. Een radio-uitzending van het werk ging niet door vanwege “technische problemen”. Vanwege dezelfde omstandigheden ging een voorstelling in 1975 ook niet door.
Balada had zelf de leiding in de première in Carnegie Hall op 17 april 1970, gesponsord door de Spaanse Vereniging in de Verenigde Staten. Soliste was de Puerto Ricaanse María Soledad Romero, die in Spanje ontsteld was, ze moest meer dan de helft van de teksten vergeten. 
Monica Balada aan wie het werk is opgedragen was de eerste vrouw van de componist.